# Rajasaari med Pukinsaari och Pitkäsaari
Rajasaari med Pukinsaari och Pitkäsaari är tre sammanhängande öar i sjön Herajärvi och i kommunen Sankt Michel i landskapet Södra Savolax, i den södra delen av Finland, 170 km nordost om huvudstaden Helsingfors. Öarnas sammanlagda area är 9,2 hektar och dess största längd är 0,7 kilometer i sydöst-nordvästlig riktning. I nordväst är Pukinsaari och i sydost Pitkäsaari som också kallas Vassinsaari. Ön är obebyggd.